# A23 (motorväg, Italien)
A23 är en motorväg i Italien som går mellan Palmanova och Tarvisio.